# Symantec
Symantec is een Amerikaans bedrijf dat zich bezighoudt met informatiebeveiliging. Het voorziet in oplossingen die de beveiliging, beschikbaarheid en integriteit van informatie waarborgen voor organisaties en particulieren. Het hoofdkantoor is gevestigd in Mountain View.
Op 23 juni 1989 is het bedrijf naar de beurs gegaan. Er werken sinds 2011 ongeveer 17.000 werknemers, het bedrijf heeft zich gespecialiseerd in computerbeveiliging en antivirussoftware. Het bedrijf is vooral bekend van Norton Utilities, dat oorspronkelijk werd ontwikkeld door de software-ingenieur Peter Norton in de jaren 80.
Het bedrijf is het 4de grootste onafhankelijk softwarebedrijf.
In 2015 wil het bedrijf zich opsplitsen in een bedrijf voor beveiligingsoplossingen en een bedrijf voor de verkoop en het beheer van data-opslag.

## Vestigingen
Symantec heeft faciliteiten in meer dan 40 landen met de belangrijkste productie-eenheid in Dublin, Ierland en centra voor onderzoek en ontwikkeling in:
- Alexandria, Virginia
- Newport News, Virginia
- American Fork, Utah
- Orem, Utah
- Auckland, Nieuw-Zeeland
- Poona, India
- Beaverton, Oregon
- Redwood City, Californië
- Peking, Volksrepubliek China
- Roseville, Minnesota
- Calgary, Canada
- Santa Monica, Californië
- Conschohocken, Pennsylvania
- Starnberg, Duitsland
- Dublin, Ierland
- Waltham, Massachusetts

## Belangrijke gebeurtenissen
- 10 oktober 2005 - Acquisitie van Sygate Technologies
- juli 2005 - Fusie met VERITAS
- mei 2005 - Acquisitie van XtreamLok
- april 2005 - Acquisitie van DCT
- december 2004 - Acquisitie van Platform Logic
- oktober 2004 - Acquisitie van @stake en Acquisitie van LIRIC Associates
- september 2004 - Acquisitie van Vault Software Limited
- juli 2004 - Acquisitie van TurnTide en Acquisitie van Invio Software, Inc.
- juni 2004 - Acquisitie van Brightmail
- februari 2004 - Acquisitie van ON Technology
- januari 2004 - Acquisitie van Ejasent, Inc.
- december 2003 - Acquisitie van PowerQuest
- oktober 2003 - Acquisitie van SafeWeb, Inc.
- juni 2003 - Acquisitie van Precise Software Solutions Ltd.
- januari 2003 - Acquisitie van Jareva Technologies
- augustus 2002 - Acquisitie van Riptech, Inc. en Acquisitie van Recourse Technologies en Acquisitie van SecurityFocus
- juli 2002 - Acquisitie van Mountain Wave
- oktober 2001 - Acquisitie van Lindner & Pelc
- juli 2001 - Acquisitie van Foster-Melliar
- december 2000 - Acquisitie van AXENT Technologies
- februari 2000 - Acquisitie van L-3 Network Security

## Software
- Internetbeveiliging
  - Norton Internet Security
  - Norton AntiVirus
  - Norton 360
  - Norton 360 Multi-Device
  - Norton Personal Firewall
  - Norton Smart Firewall
  - Norton AntiSpam
  - Norton Password Manager
  - Mobile Security for Symbian
- Virusbescherming
  - Norton AntiVirus
  - Norton Internet Security
  - Norton 360
  - Norton 360 Multi-Device
  - Norton SystemWorks
- Systeemprestaties
  - Norton Systemworks
  - Norton PartitionMagic
- Externe pc en fax
  - pcAnywhere
  - WinFax Pro
- Back-up en herstel
  - Norton GoBack
  - Norton Password Manager
  - Norton SystemWorks Premier
  - Norton Ghost
  - Norton Online Backup
- Mac
  - Norton AntiVirus voor Mac
  - Norton Internet Security voor Mac